# Dorymyrmex antillana
Dorymyrmex antillana — вид мурах підродини Dolichoderinae. Вид спочатку описаний як підвид Dorymyrmex pyramicus subsp. brunneus war. antillana.

## Поширення
Вид поширений на островах Пуерто-Рико, Гаїті та Сент-Вінсент. Голотип описаний з висоти 50 м над рівнем моря.